# Chūnagon
Il Chūnagon (中納言?) era un consigliere di secondo grado della corte imperiale del Giappone dal VII al XIX secolo.

## Storia
La posizione di Chūnagon fu menzionata per la prima volta nell'anno 692 nel testo del "Codice Asuka Kiyomihara", menzionato nel "Nihon shoki". La carica venne eliminata dalla gerarchia imperiale nel 701 dal Codice Taihō, ma venne ripristinata nel 705 all'interno del Daijō-kan. Nei ranghi della burocrazia imperiale, il Chūnagon si collocava tra i Dainagon (consiglieri maggiori) e gli Shōnagon (consiglieri minori). Gli onori imperiali includevano talvolta la creazione di un consigliere intermedio temporaneo o "facente funzione", il gon-chūnagon (権中納言?).
Il numero di Chūnagon è variato, da tre nel 705 a quattro nel 756. Ce n'erano otto nel 1015 e negli anni successivi, c'erano fino a dieci Chūnagon contemporaneamente.
Con il progressivo aumento della popolazione aristocratica nel corso del periodo Heian, aumentò anche la pressione della nobiltà per la promozione a cariche più elevate, e le condizioni per la nomina a Chūnagon, che in origine dovevano essere scelte tra coloro che avevano prestato servizio come consiglieri per almeno 15 anni, furono gradualmente allentate e il numero di coloro che ricoprivano la carica aumentò. Durante il periodo di Go-Shirakawa Insei, il numero arrivò a 10. Dopo la morte di Go-Shirakawa, Kujō Kanezane adottò misure più severe e ne ridusse il numero a otto. In seguito, durante il periodo di Go-Toba Insei, il numero fu nuovamente riportato a 10 e questo divenne il numero fisso per lungo tempo. A partire dal periodo Nanboku-chō, non furono più nominati funzionari regolari, ma solo gonkan.
Secondo il sistema dei gradi governativi, originariamente era classificato come shōshi-i no jō (正四位上?, Quarto rango senior,
grado superiore), ma nel febbraio 761 (Tenpyō-hōji 5) fu cambiato in jusan-mi (従三位?, Terzo grado junior)